# Hôtel de Jassaud (Blois)
Pour les articles homonymes, voir Hôtel de Jassaud et Hôtel de Canillac.
L'hôtel de Jassaud ou de Jassand est un édifice remarquable de centre-ville de Blois, dans le département du Loir-et-Cher, en région Centre-Val de Loire.

## Localisation
L'hôtel est situé au cœur du centre historique de Blois, dans le quartier du Puits-Châtel, dans la rue Fontaine des Élus.

## Historique
L'hôtel de Jassaud présente une histoire riche, s'étendant sur plusieurs siècles. Les principales campagnes de construction ont eu lieu entre les XIIIe et XIXe siècles.

### Origines
L'édifice comporte des vestiges de construction médiévale (notamment du XIIIe siècle), dont un mur portant l'inscription latine "HAEC. PETRA. DIVIDIT." ainsi qu'un portail donnant sur la rue Vauvert.

### La trésorerie du Royaume lors de la Renaissance
La bâtisse est agrandie dans le deuxième quart du XVIe siècle. L'ensemble de la construction est réalisé pour la famille de Jean Cottereau, alors trésorier de France et maître des eaux et forêts sous les rois Louis XII puis François Ier, également propriétaire du château de la Vicomté (dans le quartier des Grouëts). Une tourelle d'escalier, qui ne fait pas saillie sur la façade, est ajoutée à cette époque, ainsi qu'un bas-relief remarquable.

### Ancien régime
À la fin du XVIIe siècle, des réaménagements intérieurs sont effectués pour Nicolas de Jassaud, alors secrétaire d'État. Des lambris et des cheminées sont installés, comme en témoigne une description lors d'une vente en 1766.

### Depuis la Révolution
Dans la seconde moitié du XIXe siècle, la propriété est réduite avec la vente de l'aile, du jardin et des communs pour permettre l'aménagement d'une école.
Les historiens blésois Bergevin et Dupré mentionnent qu'au XIXe siècle, l'édifice était également appelé « hôtel d'Aumale » par certains locaux, probablement en souvenir du duc Claude II d'Aumale, de la famille du duc Henri Ier de Guise qui fut assassiné à Blois en 1588.

## Architecture

### Description
L'hôtel de Jassaud est construit principalement en calcaire blésois et en pierre de taille, avec des parties en moellon et enduit. L'édifice est composé d'un sous-sol, de deux étages carrés et d'un étage de comble. La toiture est d'ardoise et présente un mélange entre un toit à longs pans, un pignon couvert ainsi qu'un toit polygonal.
L'escalier, situé à l'intérieur, est un escalier à vis sans jour, en maçonnerie.

### Décoration et éléments remarquables
L'hôtel de Jassand comporte des éléments sculpturaux, notamment un portail. On peut également y trouver un bas-relief situé dans la cour, au-dessus de la porte d'entrée. Ce dernier, datant du XVIe siècle, représente les personnages bibliques Jacob et Rachel.

## Patrimonialité

### Protection et label
L'hôtel de Jassand est inscrit au titre des monuments historiques depuis le 18 décembre 1928. Une partie de l'édifice, notamment le bas-relief du XVIe siècle situé dans la cour, est protégée par cet arrêté.

### Statut juridique
L'édifice est une propriété privée.